# Список насекомых, занесённых в Красную книгу Армении
Насекомые, занесённые в Красную книгу Армении — список из видов насекомых, включённых в последнее издание Красной книги Армении.
Подавляющее число видов насекомых включены в Красную книгу из-за невысокой численности популяций и больших экологических изменений в биоценозах их обитания. Это подвергает их риску вымирания на территории страны. Многие виды занесенные в Красную книгу Армении представлены малочисленными и очень локальными популяциями. Особенность такой структуры в значительной степени обусловлена экологическими преференциями и антропогенным влиянием, в результате которого некоторые виды уже оказались или могут оказаться в ближайшее время на грани вымирания.

## Список насекомых, занесённых в Красную книгу Армении
| Иллюстрация                           | Название                                                                     | Ареал и численность на территории Армении. Замечания по систематике. | Охранный статус в Красной книге Армении | Источники           |
| ------------------------------------- | ---------------------------------------------------------------------------- | --- | --------------------------------------- | ------------------- |
| Отряд Стрекозы (Odonata)              |                                                                              | |                                         |                     |
| Фотография лютки-крупноглазки         | Лютка крупноглазковая Lestes macrostigma (Eversmann, 1836)                   | Редкий вид с ограниченным ареалом. Араратская область (сёла Ерасх и Сис), Сюникская область (село Неркин Анд). Предпочитает стоячие водоемы, также известна из полупустынь и лесополос. Чрезвычайно редкий вид, известный по нескольким находкам. Тенденции изменения численности не известны. На численности вида пагубно сказывается загрязнение водоемов, изменения стока водоёмов при мелиоративных работах. | VU                                      | [ 1 ]               |
|                                       | Лютка сибирская Sympecma paedisca (Brauer, 1877)                             | Ареал на территории страны включает: Тавуш (недалеко от города Дилижан), Арагацотн (город Аштарак, деревни Бюракан и Антарут на склоне горы Арагац, гора Арайлер), Котайк (близ сел Гогт и Гарни), Арарат (город Арташат, Ераш, Армаш), Вайоц Дзор (недалеко от городов Ехегнадзор и Вайк), Ереванский и Хосровский лесной заповедник. Вид предпочитает застойные водоемы, расположенные в различных ландшафтных поясах, на высоте 900-2000 метров над уровнем моря. Редкий вид. На численности вида пагубно сказывается загрязнение водоемов, изменения стока водоёмов при мелиоративных работах. | VU                                      |                     |
|                                       | Стрелка вооруженная Coenagrion armatum (Charpantier, 1840)                   | В Армении известен только из окрестностей озера Арпи. Личинки развиваются в разнообразных водоёмах, лужицах, канавах с присутствием водных растений Carex, Equisetum и др. Редкий вид, найденный в стране только один раз. Изменения в изобилии неизвестны. На численности вида пагубно сказывается загрязнение водоемов, изменения стока водоёмов при мелиоративных работах. | CR                                      |                     |
|                                       | Стрелка красивая Coenagrion scitulum (Rambur, 1842)                          | На территории страны известна из единственного местообитания — окрестности села Алдара (Сюникская область). Предпочитает естественные и искусственные стоячие водоемы и временные микроводоемы. Численность резко сокращается, особенно в засушливые года. Лимитирующие факторы не установлены предположительно, массовое пересыхание водоемов. | EN                                      | [ 2 ]               |
|                                       | Стрелка Ван Бринка Coenagrion vanbrinkae Lohmann, 1993                       | Ширак (окрестности города Гюмри), Армавир (села Тароник и Аршалуйс), Арарат (город Масис, южные склоны хребта Уртса около села Суренаван) и Сюник (окрестности деревни Вагатин) и окрестности Еревана. Предпочитает медленно текущие водоемы, каналы, ручьи и ручьи. Встречается относительно часто. Тенденции изменения численности неизвестны. На численности вида пагубно сказывается загрязнение водоемов, изменения стока водоёмов при мелиоративных работах. | VU                                      |                     |
|                                       | Стрелка Линдена Erythromma lindenii (Selys, 1840)                            | В Армении вид известен только с одного локалитета в окрестностях деревни Тароник. Предпочитает застойные водоемы, богатые кислородом. Очень редкий вид, зарегистрированный на территории страны только один раз. Тенденции изменения численности неизвестны. Основные угрозы: загрязнение водоёмов и нарушение гидрологического режима. | CR                                      |                     |
|                                       | Плосконожка обыкновенная Platycnemis pennipes (Pallas, 1771)                 | Известен из Еревана (Канакер, недалеко от реки Раздан) и окрестностей города Арзни (провинция Котайк). Предпочитает медленные и застойные водоемы, включая искусственные водоемы, каналы и рыбные пруды. Редкий вид, встречается единичными экземплярами. Тенденции изменения численности неизвестны. Основные угрозы: загрязнение водоёмов и нарушение гидрологического режима. | EN                                      |                     |
|                                       | Коромысло синее Aeshna cyanea (Mueller 1764)                                 | |                                         |                     |
|                                       | Коромысло пильчатое Aeshna serrata Hagen, 1856                               | |                                         |                     |
|                                       | Дозорщик седлоносец Hemianax ephippiger (Burmeister, 1839)                   | |                                         |                     |
|                                       | Дедка Убача Gomphus ubadschii Schmidt, 1953                                  | |                                         |                     |
|                                       | Когтедедка похожий Onychogomphus assimilis (Schneider, 1845)                 | Представлен подвидом Onychogomphus assimilis fulvipennis (Schneider, 1845) |                                         |                     |
|                                       | Стрекоза двухцветная Leucorrhinia pectoralis (Charpentier, 1825)             | |                                         |                     |
|                                       | Стрекоза черноморская Libellula pontica Selys, 1887                          | |                                         |                     |
|                                       | Южноазиатский прямобрюх Orthetrum sabina (Drury, 1773)                       | |                                         |                     |
|                                       | Стрекоза уплощенная Sympetrum depressiusculum (Selys, 1841)                  | |                                         |                     |
|                                       | Шафранка невольница Crocothemis servilia (Drury, 1773)                       | |                                         |                     |
| Отряд Перепончатокрылые (Hymenoptera) |                                                                              | |                                         |                     |
| Рисунок Myrmica ravasinii.            | Муравей Равазини Myrmica ravasinii Finzi, 1923                               | Редкий вид с ограниченным ареалом. Центральная Армения, Котайкская область (сёла Арзакан и Агавнадзор). На численности вида пагубно сказывается вырубка лесов и обработка инсектицидами. | Редкий вид                              | [ 3 ]               |
|                                       | Manica rubida (Latreille, 1802)                                              | Редкий вид с ограниченным ареалом. Центральная Армения, Котайкская область (село Артаваз), Арагацотнская область (город Апаран). На численности вида пагубно сказывается деградация экосистем из-за выпаса скота. | Редкий вид                              | [ 4 ]               |
|                                       | Crematogaster subdentata (Mayr, 1877)                                        | Редкий вид с ограниченным ареалом. Встречаются в Ереване и в окрестностях города Мегри (Сюникская область). На численности вида пагубно сказывается исчезновение мест для гнездовий: сухих деревьев, мёртвых ветвей и пней. | Редкий вид                              | [ 5 ]               |
| Рисунок Diplorhoptrum juliae.         | Diplorhoptrum juliae Arakelian, 1991                                         | Редкий вид с ограниченным ареалом. Центральная Армения, Котайкская область (Агверан, около села Арзакан). На численности вида пагубно сказывается вырубка лесов и применение ядовитых химикатов. | Редкий вид                              | [ 6 ]               |
| Рисунок Tetramorium levigatus.        | Tetramorium levigatus Karawajew, 1926                                        | Редкий вид с ограниченным ареалом. Южная Армения, Сюникская область (окрестности города Мегри и села Легваз). Причины сокращения численности неизвестны. | Редкий вид                              | [ 7 ]               |
| Рисунок Cataglyphis machmal.          | Cataglyphis machmal Radtschenko & Arakelian, 1991                            | Редкий вид с ограниченным ареалом. Центральная Армения, Котайкская область (окрестности села Акунк и южные склоны горы Атис). На численности вида пагубно сказывается деградация мест обитания вида из-за выпаса скота. | Редкий вид                              | [ 8 ]               |
| Отряд Прямокрылые (Orthoptera)        |                                                                              | |                                         |                     |
|                                       | Кобылка каменная бугорчатая Nocarodes nodosus Mistschenko, 1951              | Эндемик Армении |                                         |                     |
|                                       | Кобылка армянская Gomphocerus armeniacus (Uvarov, 1931)                      | Эндемик Армении |                                         |                     |
|                                       | Толстун расширенный Bradyporus dilatatus Stal, 1875                          | |                                         |                     |
|                                       | Пилохвост закавказский Poecilimon geoktshaicus Stshelkovnikov, 1910          | |                                         |                     |
|                                       | Пилохвост армянский Poecilimonella armeniaca Uvarov, 1921                    | |                                         |                     |
|                                       | Фитодримадуза армянская Phytodrymadusa armeniaca Ramme, 1939                 | |                                         |                     |
|                                       | Скотодримадуза Сатунина Scotodrymadusa satunini Uvarov, 1916                 | |                                         |                     |
|                                       | Скачок Резеля Bicolorana roeseli Hagenbach, 1822                             | |                                         |                     |
|                                       | Дыбка степная Saga pedo Pallas, 1771                                         | Встречается единичными экземплярами. Ареал и общая численность вида сокращаются. |                                         |                     |
| Отряд Жесткокрылые (Coleoptera)       |                                                                              | |                                         |                     |
|                                       | Брызгун–улиткоед Procerus scabrosus Olivier, 1795                            | На территории страны представлен подвидом Procerus scabrosus fallettianus. |                                         |                     |
|                                       | Щипавка севанская Dyschirius sevanensis Khnzorian, 1962                      | |                                         |                     |
|                                       | Trechus infuscatus Chaudoir, 1850                                            | Эндемик Армении. |                                         |                     |
|                                       | Канавочник степанаванский Duvalius stepanavanensis Khnzorian, 1963           | Эндемик Армении. |                                         |                     |
|                                       | Канавочник Яценко-Хмелевского Duvalius yatsenkokhmelevskii (Khnzorian, 1960) | Эндемик Армении. |                                         |                     |
|                                       | Дельтомер Хнзоряна Deltomerus khnzoriani Kurnakov, 1960                      | Эндемик Армении. |                                         |                     |
|                                       | Бегун Александра Chylotomus alexandri Kalashian, 1999                        | Эндемик Армении. |                                         |                     |
|                                       | Жужелица праздничная Poecilus festivus (Chaudoir, 1868)                      | |                                         |                     |
|                                       | Жужелица аренийская Pristonychus arenicus Kalashian, 1979                    | Эндемик Армении. |                                         |                     |
|                                       | Филомессор Калашяна Philomessor kalashiani Khnzorian, 1988                   | Эндемик Армении. Известен лишь по нескольким экземплярам из единственного локалитета — село Тегер, расположенное на южном склоне горы Арагац. Населяет горные степи. Мирмекофил с муравьями вида Messor structor. |                                         |                     |
|                                       | Хрущевик Медведева Pseudopachydema medvedevi Khnzorian, 1971                 | Эндемик Армении. Населяет влажные горные степи. |                                         |                     |
|                                       | Хрущевик вединский Tanyproctus vedicus Kalashian, 1999                       | |                                         |                     |
|                                       | Хрущевик араксинский Tanyproctus araxidis Reitter, 1901                      | |                                         |                     |
|                                       | Фараон кавказский Pharaonus caucasicus (Reitter, 1893)                       | В прошлом вид был широко распространен в окрестностях Еревана, Вагаршапата и Паракара, где ныне больше не встречается. Сейчас известен только из окрестностей Веди. Вид приурочен к зарослям кустарника джузгуна. |                                         |                     |
|                                       | Кузька Рейттера Anisoplia reitteriana Semenov, 1903                          | |                                         |                     |
|                                       | Хрущик Рубеняна Adoretus rubenyani Kalashian, 2002                           | |                                         |                     |
|                                       | Щелкун украшенный Aeoloides figuratus (Germar, 1844)                         | | VU                                      |                     |
|                                       | Щелкун черноголовый Drasterius atricapillus (Germar, 1824)                   | | EN                                      |                     |
|                                       | Щелкун гребнеусый Drasterius atricapillus (Linnaeus, 1758)                   | | VU                                      |                     |
|                                       | Щелкун араксинский Cardiophorus araxicola (Khnzorian, 1970)                  | Эндемик Армении. Известен только в Горован около города Веди (провинция Арарат). Населяет песчаные пустыни, покрытые кустами Calligonum polygonoides. Редкий вид. Тенденции изменения численности неизвестны. Лимитирующие факторы: выпас, дорожное строительство, до недавнего времени также экспорт песка для строительства. | CR                                      |                     |
|                                       | Щелкун ложнотравяной Cardiophorus pseudogramineus Mardjanian, 1983           | Эндемик Армении. | EN                                      |                     |
|                                       | Щелкун сомхетский Cardiophorus somcheticus Schwarz, 1896                     | Эндемик Армении. | EN                                      |                     |
| Фотография щелкуна малого             | Щелкун малый Craspedostethus permodicus (Faldermann, 1835).                  | Редкий вид с ограниченным ареалом. | VU                                      |                     |
| Отряд Равнокрылые (Homoptera)         |                                                                              | |                                         |                     |
|                                       | Араратская кошениль Porphyrophora hamelii Brandt, 1833                       | В древности был широко распространен в Армении, в том числе в долинах горы Арарат. Населяет солончаковую полупустыню, расположенную вдоль среднего течения реки Аракс на территории Араратской и Армавирской областей. В середине XX века площадь ареала составляла около 10 тысяч гектар. К 1990 году она сократилась до 2000 гектар, а сам ареал представлен несколькими небольшими (до нескольких гектаров) и двумя относительно крупными участками в окрестностях деревни Аразап (200 га) и деревни Джрарат (17 га). Ведёт преимущественно подземный образ жизни, живёт на корневищах двух видов злаков, растущих в солончаковых почвах — прибрежницы (Aeluropus littoralis) и тростника (Phragmites australis). |                                         | [ 9 ] [ 10 ] [ 11 ] |
| Отряд Чешуекрылые (Lepidoptera)       |                                                                              | |                                         |                     |
|                                       | Парусник алексанор (Papilio alexanor)                                        | Редкий вид с прерывистым ареалом. Наиболее редкий из 5 видов рода Papilio на территории стран СНГ. На территории страны представлен подвидом Papilio alexanor orientalis Romanoff, 1884. Распространён на южных склонах гор Арагац, Атис и Арайлер, в Хосровском лесном заповеднике, в Котайке (Арзакан, Гарни и Гегадир, Джрвежский район), Вайоц Дзоре (город Вайк, деревня Гнишик) и Сюнике (Мегри). Обитает на щебнистых, хорошо прогреваемых склонах на высотах от 1100 до 1400 м. н.у.м.. Строгая приуроченность к определенному типу биотопов сильно повышают уязвимость популяций. Лимитирующие факторы: перевыпас, чрезмерный сенокос, эндопаразитизм. | VU                                      |                     |
|                                       | Мнемозина Parnassius mnemosyne                                               | Представлен подвидом Parnassius mnemosyne rjabovi Sheljuzhko, 1935. Широко распространён по территории страны. Находки вида отмечены в следующих точках: Ширак (окрестности села Ашотск), Гегаркуник (горный перевал Севан), Тавуш (окрестности города Дилижан), деревня Котайк (Арзакан, Гегадир, Гогт и Ханкаван), Вайоц Дзор (окрестности деревни Гнишик и город Джермук ), Сюник (окрестности сел Личка, Шванидзора, Калер и Ванк), на южных склонах гор Арагац и Арайлер. Бабочки населяют опушки лесов, поляны по берегам небольших рек и ручьев. Вид летает в местах произрастания кормовых растений. Лимитирующие факторы: уничтожение или деградация травянистой растительности, исчезновение кормового растения и открытых биотопов, что связано с увеличением антропогенного воздействия на места обитания вида. Охраняется в Хосровском лесном заповеднике, Национальном парке Аревик, Дилижанском национальном парке и ряде лесных заповедников страны.                                                                                | VU                                      |                     |
|                                       | Аполлон Parnassius apollo Linnaeus, 1758                                     | На территории Армении вид представлен подвидом Parnassius apollo kashtshenkoi Sheljuzhko, 1908. Широко распространён по территории страны: Гегаркуник (Севан, село Семёновка), Тавуш (город Дилижан, Котайк (Арзакан, Цахкадзор, Ханкаван), Вайоц Дзор (окрестности деревни Гнишик и город Джермук), Сюник (окрестности сел Личка и Шишкерт, Каджаран, Пхрун) и гора Арайлер. Населяет сухие, прогреваемые солнцем опушки и большие поляны в лесах, луговые долины в субальпийском поясе. Численность сохраняется довольно высокой в нетронутых природных местах обитания. Лимитирующие факторы: уничтожение природных биотопов обитания вида — вытаптывание и сжигание сухой травы в окрестностях населённых пунктов, распашка опушек, облесение полян и пустошей. Вид обладает слабой способностью к миграциям, и исчезновение его в том или ином районе часто оказывается безвозвратным. Охраняется в Хосровском лесном заповеднике, Национальном парке Аревик, Севанском и Дилижанском национальных парках и в ряде лесных заповедников страны. | VU                                      |                     |
|                                       | Белянка Боудена Pieris (Artogeia) bowdeni Eitschberger, 1984                 | На территории страны вид известен по единственному местообитанию на сколе горы Арагац. Населяет изолированные альпийские луга среди скал на высоте 2900-3200 м над уровнем моря. Численность на территории страны довольно высокая, с заметными колебаниями в разные годы. Лимитирующие факторы: перевыпас, уменьшение количества осадков в результате изменения климата. | CR                                      |                     |
|                                       | Желтушка аврорина Colias aurorina Herrich—Schaffer, [1850]                   | Широко распространённый вид: Гегаркуник (Шоржа), Тавуш (город Дилижан), Котайк (Арзакан, Джрвеж, Гегадир, Гарни, Мегредзор), Вайоц Дзор (Гнишик), Сюник (Личк, Шванидзор, деревни Гудемнис, Ванк и Калер), горы Арагац и Арайлер, Хосровский лесной заповедник. Бабочки населяют аридные и степные районы вдоль границы леса и трагакантов. Численность относительно высокая с тенденцией к колебанию по годам. Лимитирующие факторы: сжигание трагакантовых сообществ для пахотных земель, обработка степей. Охраняется в Хосровском лесном заповеднике. | VU                                      |                     |
|                                       | Желтушка курдская Colias chlorocoma Christoph, 1888                          | Распространены в Центральной Армении, Хосровском лесном заповеднике, Арарате (окрестности сел Лусашох и Урцалань) и Вайоц Дзор (Гнишик, Хачик, Мартирос, Хндзорут). Населяет сухие склоны, покрытые фриганоидной растительностью. В горах поднимается на высоты до 1500—1800 м н.у.м.. Вид встречается локально в зонах нагорно-ксерофильной растительности. Численность относительно высокая с тенденцией к колебанию по годам. Лимитирующие факторы: сжигание трагакантовых сообществ для пахотных земель, обработка степей. Охраняется в Хосровском лесном заповеднике. | VU                                      |                     |
|                                       | Чернушка степная Proterebia afra                                             | На территории страны представлен подвидом Proterebia afra hyrcana (Staudinger, 1901). Найден в Котайкской (городе Цахкадзор, селе Бжне) и Сюникской (к северу от деревни Шванидзора) областях, Хосровском лесном заповеднике и горе Араилер. Населяет скалистые степи, степные луга альпийского пояса на высоте 1800-2200 м над уровнем моря. Численность не высокая. Лимитирующие факторы: деградация степных экосистем из-за чрезмерного выпаса скота. |                                         |                     |
|                                       | Перламутровка таволговая Brenthis ino                                        | На территории страны представлен подвидом Brenthis ino schmitzi Wagener, 1983 |                                         |                     |
| Фотография шашечницы ведийской        | Шашечница ведийская Melitaea vedica Nekrutenko, 1975                         | В настоящее время таксон рассматривается в качестве подвида Melitaea turkmanica vedica Nekrutenko, 1975. Эндемик Армении. Известен с западных склонов хребта Гегама, в Хосровском лесном заповеднике (Гарни и Хосров) и неподалеку от горы Эранос. Населяет скалистые каменные скопления, покрытые ксерофитной растительностью среднего горного пояса. Численность довольно высокая. Основные угрозы виду: деградация степных экосистем из-за чрезмерного выпаса скота. Охраняется в Хосровском лесном заповеднике. |                                         |                     |
|                                       | Червонец непарный Lycaena dispar                                             | На территории страны представлен подвидом Lycaena dispar rutilus (Werneburg, 1864) |                                         |                     |
| Фотография томареса Романова          | Томарес Романова (Tomares romanovi )                                         | Малочисленный вид, являющийся закавказским субэндемиком. В Армении встречается в Котайкской (Гарни, Гегадир, Ацаван, Джрвеж, Атис), Вайоцдзорской (Артаван), Араратской (Урцаландж) и Сюникской (Шванидзор) областях. В горах обитает на высоте до 1200—2200 метров над уровнем моря. Бабочки населяют засушливые горные склоны с обязательным присутствием на них кормового растения гусениц — Astragalus macrocephalus, Astragalus scharuhdensis, Astragalus finitimus. В местах обитания численность обычно высокая. Лимитирующие факторы: перевыпас, использование мест обитания вида в качестве сельскохозяйственных земель. Охраняется в Хосровском лесном заповеднике и Национальном парке Аревик. | VU                                      |                     |
|                                       | Голубянка алькон Maculinea alcon                                             | Представлен подвидом Maculinea alcon monticola (Staudinger, 1901) |                                         |                     |
|                                       | Голубянка арион Maculinea arion                                              | Представлен подвидом Maculinea arion zara Jachontov, 1935 |                                         |                     |
|                                       | Голубянка навзитой Maculinea nausithous Bergstrasser, 1779                   | |                                         |                     |
|                                       | Голубянка закавказская Plebejus transcaucasicus (Rebel, 1901)                | |                                         |                     |
|                                       | Голубянка Диана Neolysandra diana (Miller, 1923)                             | |                                         |                     |
|                                       | Голубянка дамонидес Polyommatus (Agrodiaetus) damonides (Staudinger, 1899)   | Населяет горные засушливые степные склоны, речные каньоны с зарослями кустарников и деревьев от 800 до 2000 м. |                                         |                     |
|                                       | Голубянка ереванская Agrodiaetus eriwanensis Forster, 1960                   | |                                         |                     |
|                                       | Голубянка Губерта Agrodiaetus huberti Carbonell, 1993                        | Араратская область (село Оргов) |                                         |                     |
|                                       | Голубянка ифигения Agrodiaetus iphigenia                                     | На территории страны представлен подвидом Agrodiaetus iphigenia araratensis De Lesse, 1957 |                                         |                     |
|                                       | Голубянка мегринская Agrodiaetus neglectus Dantchenko, 2000                  | Эндемик Армении. Найден в Сюникской области: на южных склонах горного хребта Мегри, недалеко от деревни Лейк и к северу от села Шванидзор. Населяет сухие луга вдоль береговой линии на высоте 1400-1900 м над уровнем моря. Причины сокращения общей численности: уничтожение природных мест обитания, развитие инфраструктуры (дорожное строительство), перевыпас. Охраняется в Национальном парке Аревик. | EN                                      |                     |
|                                       | Голубянка Нины Agrodiaetus ninae Forster, 1956                               | Ареал на территории Армении включает: Ширак (горный перевал Джаджур), Котайк (Гегардский монастырь, недалеко от деревни Гогт), Гегаркуник (деревня Шоржа), Вайоц Дзор (окрестности города Вайк, деревни Мартирос и Гнишик) и Хосровский лесной заповедник (недалеко от деревни Гарни). Бабочки населяют можжевелые редкие леса и трагаканты на высоте 1300-2300 м над уровнем моря. Численность умеренно высокая, с заметными изменениями в разные годы. Причины сокращения общей численности: уничтожение природных мест обитания, перевыпас скота, чрезмерный сенокос. | VU                                      |                     |
|                                       | Голубянка Суракова Agrodiaetus surakovi Dantchenko et Lukhtanov, 1994        | Вид встречается в Центральной Армении в Котайке (окрестности сел Гегадир и Гарни) и Вайоц Дзор (Мартирос, Гнишик, Хндзорут) и Хосровском лесном заповеднике. Бабочки населяют трагаканты, степи и сухие луга вдоль линии леса. Численность не высокая. Причины сокращения численности: уничтожение природных мест обитания, перевыпас скота, чрезмерный сенокос. Охраняется в Хосровском лесном заповеднике. | EN                                      |                     |
|                                       | Голубянка турецкая Agrodiaetus turcicus Kozak, 1977                          | Ареал на территории страны включает в себя: горный перевал Джаджур (провинция Ширак), окрестности города Мартуни (провинция Гегаркуник), окрестности деревень Мартирос, Гнишик и Хндзорут (провинция Вайоц Дзор). Бабочки населяют мезофитные субальпийские луга. Численность вида на территории Армении низкая. Причины сокращения численности: уничтожение природных мест обитания, перевыпас скота, применение пестицидов, чрезмерный сенокос. | VU                                      |                     |
|                                       | Бражник облепиховый Hyles hippophaes (Esper, 1793)                           | На территории страны представлен подвидом Hyles hippophaes caucasica (Denso, 1913). Широко распространён в Центральной и Южной Армении, отмечен в Арагацотне (деревня Бюракан), Котайке (Гарни, деревни Хацаван), Арарате (окрестности села Урцадзор), Вайоц Дзор (город Джермук, близ сел Гнишик и Арпи) и Сюник (Мегри), Хосровском лесном заповеднике. Населяет пустыни, полупустыни, можжевеловые редколесья, леса рядом с дорогами, зеленые зоны поселений, избегают антропогенных ландшафтов. Численность подвержена колебаниям по годам. Охраняется в Хосровском лесном заповеднике. | VU                                      |                     |
|                                       | Бражник прозерпина Proserpinus proserpina (Pallas, 1772)                     | Вид широко распространён в Центральной и Южной Армении, зарегистрирован на южных склонах гор Арагац, Котайк (окрестности сел Арзакан и Хацаван), Арарат (окрестности города Веди), Вайоц Дзор (недалеко от деревни Гнишик) и Сюник (города Каджаран, Горис, Сисиан и Мегри, деревни Курис и Лехваз) и в Хосровском лесном заповеднике. Встречается на полянах, оврагах с кустарниками, редколесьях, в степях, на пустырях, обочинах дорог и т.д. Численность подвержена колебаниям по годам. Охраняется в Хосровском лесном заповеднике. | VU                                      |                     |
|                                       | Пяденица Аветян Cidaria avetianae Wardikian, 1974                            | Эндемик Армении - Тавуш (верховья реки Хетик) и Сюник (город Горис, рядом с деревнями Гегануш и Нрнадзор) и Хосровский лесной заповедник. Вид населяет аридные леса. Редкий вид, встречаются только единичные экземпляры. Охраняется в Хосровском лесном заповеднике и Национальном парке Аревик. | EN                                      |                     |
|                                       | Пяденица Александра Eupithecia alexandriana Wardikian, 1972                  | Согласно ревизии 2004 года название данный таксон является младшим синонимом вида Eupithecia innotata. Эндемик Армении, известный из Еревана (экземпляры из Зоопарка и Ботанического сада) и провинции Котайк (окрестности города Цахкадзор). Редкий вид, встречаются только единичные экземпляры. Биология вида не изучена. | EN                                      |                     |
|                                       | Пяденица Гамлета Eupithecia hamleti Wardikian, 1985                          | Эндемик Армении, известный только с территории Ереванского зоопарка. Редкий вид, встречаются только единичные экземпляры. Биология вида не изучена. | CR                                      |                     |
|                                       | Пяденица Сергея Eupithecia sergiana Wardikian, 1972                          | Согласно ревизии 2004 года данный таксон является младшим синонимом вида Eupithecia innotata. Вид известен только с территории Ереванского зоопарка. | CR                                      |                     |
|                                       | Медведица Карелина Axiopoena karelini Ménétriés, 1863                        | В Армении вид известен из многих точек, но только лишь по единичным особям - Ереван (ущелье реки Раздан, зоопарк Еревана и др.), Тавуш (город Ноемберян), Котайк (близ Абовяна), Арарат (недалеко от города Веди) и Сюник (Мегри). В пределах всего своего ареала вид связан с пещерами и гротами, в которых бабочки прячутся в дневное время. В горах встречается на высотах 600-1000 м над уровнем моря. Численность сокращается из-за перевыпаса скота, уничтожение подходящих мест обитания вида с кормовыми растениями гусениц. | VU                                      |                     |
|                                       | Пяденица Кузнецова Scotopteryx kuznetzovi (Wardikian, 1957)                  | Эндемик Армении. Встречается только на территории Ереванского зоопарка и в Сюникской области (окрестности города Сисиан). Редкий вид, встречаются только единичные экземпляры. Биология вида не изучена. | EN                                      |                     |